# Elena (film, 2011)
Pour les articles homonymes, voir Elena.
Pour plus de détails, voir Fiche technique et Distribution.
Elena (Елена) est un film russe d'Andreï Zviaguintsev présenté lors du Festival de Cannes 2011 et sorti le 7 mars 2012 en France et le 21 mars 2012 en Belgique.

## Synopsis
Elena est la seconde femme de Vladimir, un riche retraité russe, qui a fait sa connaissance dix ans auparavant alors qu'il était hospitalisé et qu'elle était son infirmière. Leur union est désormais basée sur un rapport de servilité, Elena faisant fonction de bonne pour Vladimir, s'occupant de son luxueux appartement et de ses repas, dépendant de lui pour toutes ses dépenses auxquelles elle doit fournir reçus et justifications. Elle utilise sa faible pension pour aider son fils, Sergueï, père de deux enfants et sans emploi, lui aussi maltraitant sa femme qui tient le très modeste foyer par ses petits travaux. Sergueï et sa femme, s'ils ne trouvent pas les moyens de payer l'inscription à l'université de Sacha, le verront partir pour l'armée. Ils incitent Elena à demander cet argent à son riche mari, ce que Vladimir refuse. Elena doit trouver cet argent pour payer les études de son petit-fils. Profitant d'un infarctus de son mari, elle décide de le tuer en substituant du Viagra à ses médicaments et, afin de toucher l'héritage, détruit le brouillon de son ultime testament. La famille d'Elena prend place dans ce nouveau milieu.

## Fiche technique
- Titre original : Елена
- Titre français : Elena
- Réalisation : Andreï Zviaguintsev
- Scénario : Oleg Neguine et Andreï Zviaguintsev
- Musique : Philip Glass
- Photographie : Mikhaïl Kritchman
- Montage : Anna Mass
- Décors : Vasiliy Gritskov
- Costumes : Anna Bartuli
- Son : Andreï Dergachev
- Production : Alexander Rodnyansky et Sergey Melkumov
- Société de production : Non-Stop Production
- Année de production : 2010
- Société de distribution : Pyramide Distribution (France)
- Pays d'origine :  Russie
- Langue originale : russe
- Genre : drame
- Durée : 109 minutes
- Dates de sorties : 
  - Russie : 29 septembre 2011
  - France : Festival de Cannes mai 2011 ; généralisée 7 mars 2012
  - Belgique : 21 mars 2012

## Distribution
- Nadejda Markina (VF : Marie-Madeleine Burguet-Le Doze) : Elena
- Andreï Smirnov (VF : Gabriel Le Doze) : Vladimir, le mari d'Elena
- Elena Lyadova (VF : Célia Asensio) : Katerina, la fille de Vladimir
- Alexeï Rozin (VF : Christophe Seugnet) : Sergueï, le fils d'Elena
- Evgenia Konushkina (VF : Nolwenn Korbell) : Tatiana, la femme de Sergueï
- Igor Ogurtsov : Sacha, le fils aîné de Sergueï et de Tatiana
- Vasiliy Michkiv : l'avocat
- Alexeï Maslodudov : Vitek
- Svetlana Frolova : la femme au fitness-club « Enjoy »
- Yana Lvova : la secrétaire de l'avocat

## Distinctions
- Prix du jury lors du Festival de Cannes 2011 dans la sélection Un certain regard.
- Grand prix au Festival international du film de Flandre-Gand
- 25e cérémonie des Nika : meilleur réalisateur et meilleure actrice.